# Waldhambach (Francia)
Waldhambach è un comune francese di 668 abitanti situato nel dipartimento del Basso Reno nella regione del Grand Est.

## Società

### Evoluzione demografica
Abitanti censiti